# Gremio dei piccapietre
Il gremio dei Piccapietre (in sassarese li piccapiddreri) è la confraternita degli antichi scalpellini che partecipa alla Faradda di li candareri.

## Storia
Anticamente i piccapietre facevano parte della confraternita della Madonna degli angeli insieme ai muratori e ai falegnami (insieme a carpentieri) sotto, appunto, la protezione della Vergine degli Angeli.
I rapporti interni del gremio furono spesso conflittuali, in particolare per la scelta delle cariche più importanti: spesso infatti quella degli obrieri spettava ai muratori, ritenuti la maestranza principale.
Le continue liti interne portarono alla divisione delle tre maestranze più importanti (vi erano infatti alcune, come i carpentieri e i cosiddetti carracantoni, che erano considerate di "minore importanza").

### Ricorrenze
Le due ricorrenze principali del gremio si svolgono entrambe nella chiesa di Santa Maria di Betlem a Sassari e sono:
- la "festa grande":  B.V. della Salute, seconda domenica di luglio
- la "festa piccola":  S.Anna,26 luglio

### Il gremio nell'800
La nascita ufficiale del gremio dei Piccapietre avvenne nel 1856 nonostante la loro separazione dai muratori fosse anteriore di una trentina d'anni (circa 1830).
Inizialmente (prima della loro nascita ufficiale) si misero sotto la protezione di Sant'Anna ma, dopo un'epidemia di colera, scelsero come nuova patrona la Madonna della Salute e lasciarono la prima come seconda protettrice.
Dopo essersi dati uno statuto di leggi, nel 1876 si trasferirono dalla chiesetta di sant'Anna alla chiesa di Santa Maria in Betlem dove praticano i loro culti ancora oggi.

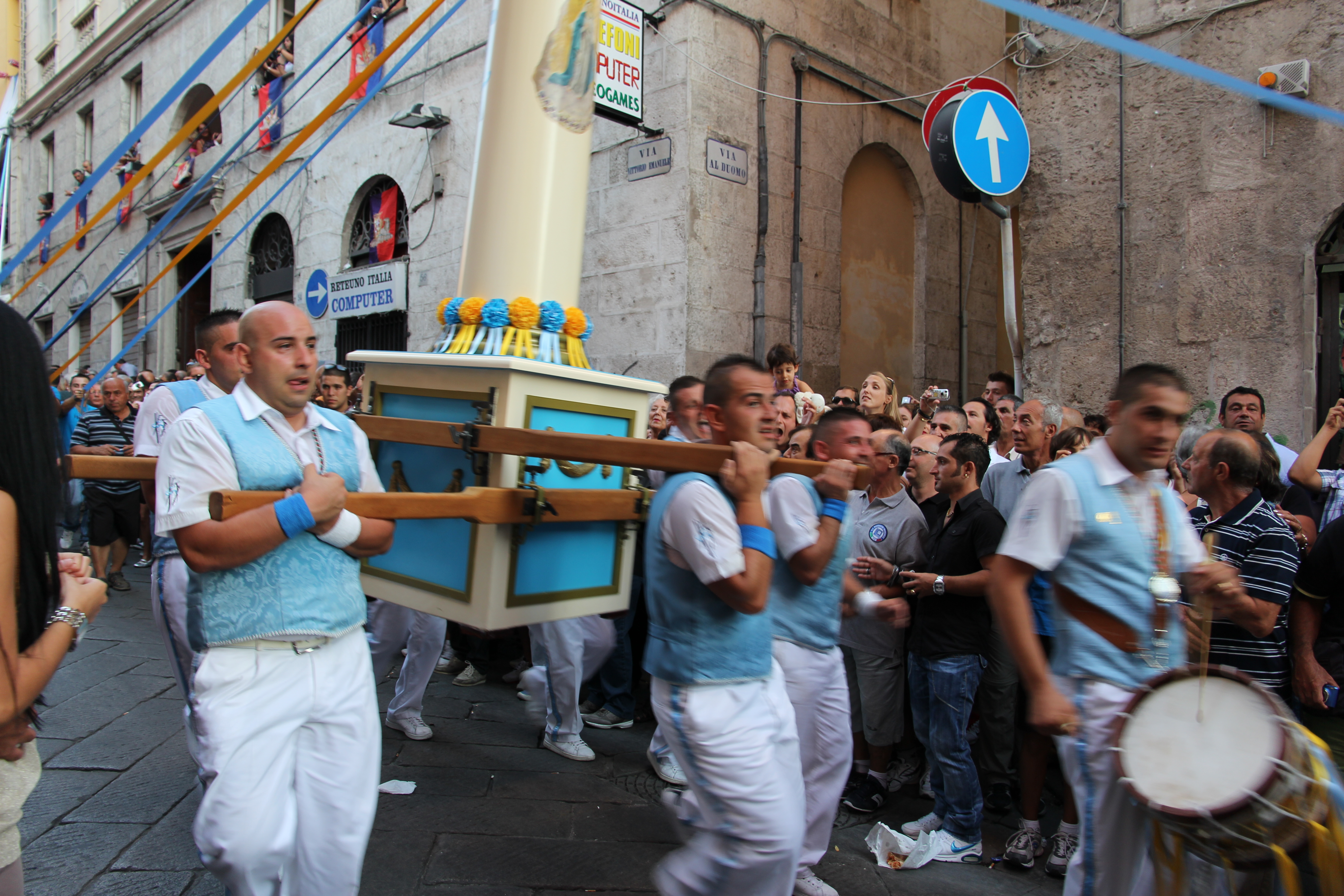

### Il '900 e il 2000
Il gremio non fu ritenuto per diversi anni degno di partecipare alla Discesa dei candelieri, il riconoscimento gli arrivò solo nel maggio del 1955 e il 14 agosto dello stesso anno parteciparono alla secolare Faradda con il loro nuovo candeliere (costato 96.000 lire, una cifra molto alta per il tempo).
Per molto tempo fu il gremio più giovane della festa fino a che nel 2007 vennero ammessi anche i Fabbri.

## La Confraria di Nuestra Segnora dels Angels
In occasione del 150º anniversario della patrona dei piccapietre, è stata ricostituita a Sassari la Confraria di Nostra Signora degli Angeli tra gremio dei Muratori, gremio dei Falegnami e appunto il gremio dei Piccapietre.
Questa confraternita vuole rispecchiare l'originaria composizione del gremio di cui anticamente facevano parte altre maestranze minori il cui ruolo si poteva avvicinare a quello dei tre gremi ancora oggi sopravvissuti (i sellai con i bestai, i bottai, gli spadai e i barilleros.)

## Candeliere
Il candeliere dei Piccapietre risale al 1955 ad opera di Antonio Cubeddu, è prevalentemente avorio  con i riquadri Azzurri e le cornici in foglia d oro ; sul fusto vi è l'immagine della Madonna della salute , sul retro i simboli del mestiere. Il candeliere pesa 199  kg senza stanghe e 237 kg con stanghe completamente addobbato .

## Cappella
La cappella originaria del gremio, era situata nella zona delle Conce della città, a breve distanza dall'omonima fonte, e dedicata a Sant'Anna.
Con la demolizione di questa, i piccapietre riuscirono a farsene assegnare una nella chiesa di Santa Maria e per la precisione la prima a destra uscendo dalla sacrestia.
Dal 1992, al gremio è stata invece assegnata la cappella di San Salvatore, prima a destra entrando in chiesa e in passato cappella dell'estinto gremio dei Conciatori.

## Bandiera
la bandiera del gremio è di colore azzurro damascato e reca l'effigie della patrona.
Sulla parte posteriore è invece riportata l'effigie di Sant'Anna.

## Costume
I gremianti indossano:
- frac con gillet nero
- papillon
- camicia bianca
- guanti neri
- sciabola al fianco

## Galleria d'immagini

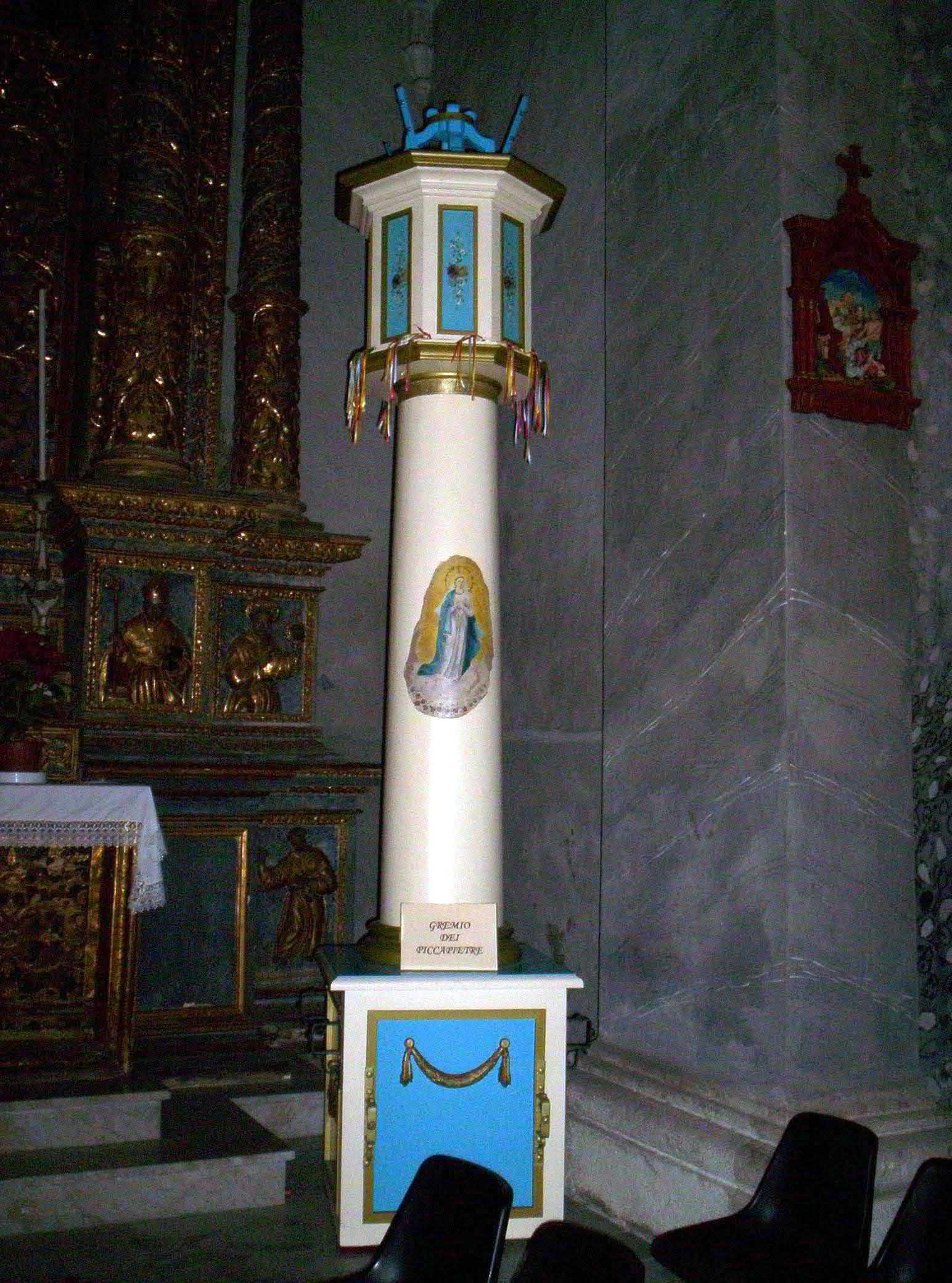
Candeliere dei Piccapietre
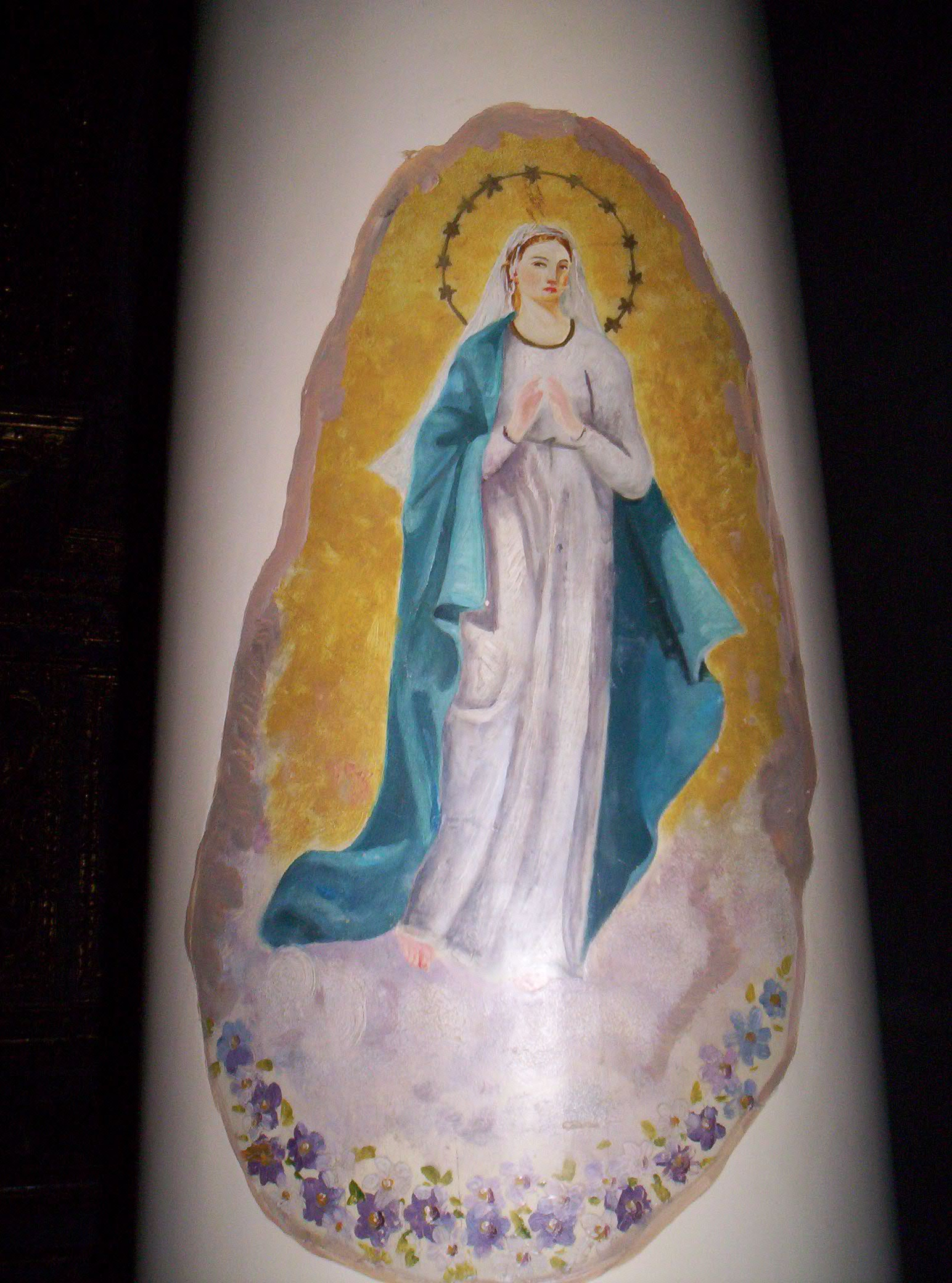
Particolare del fusto: Madonna della Salute
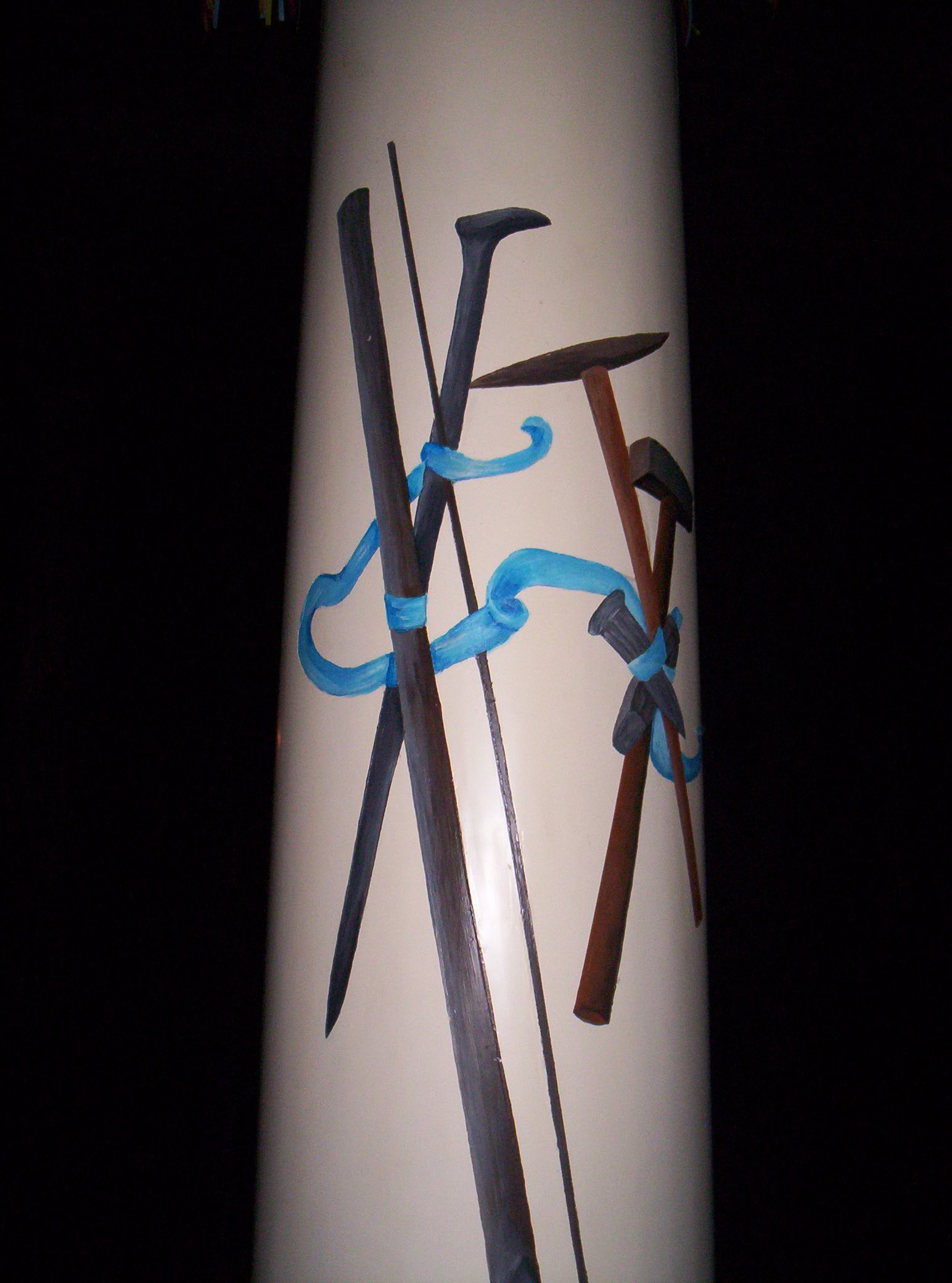
Particolare del fusto: simboli della maestranza
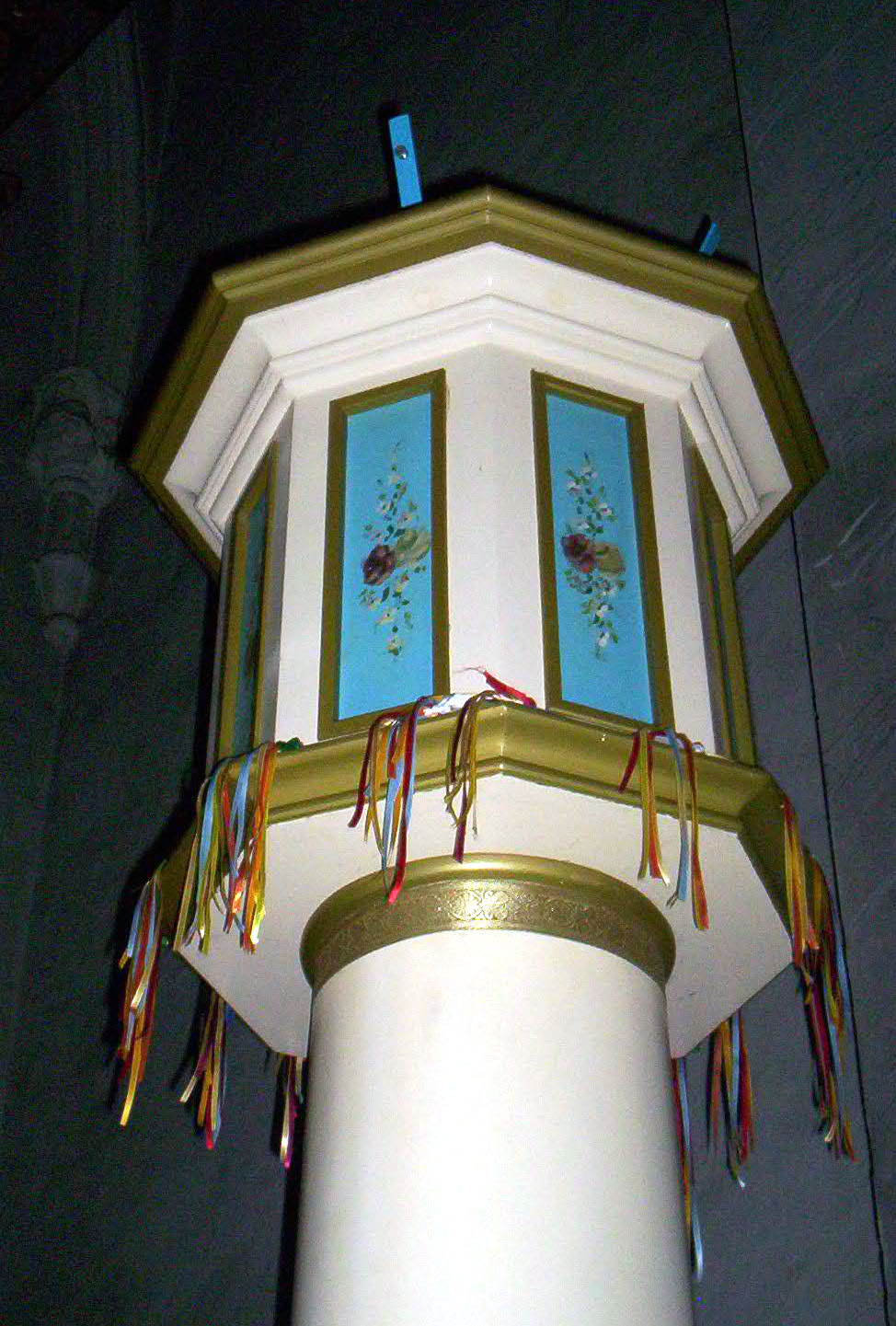
Particolare del capitello
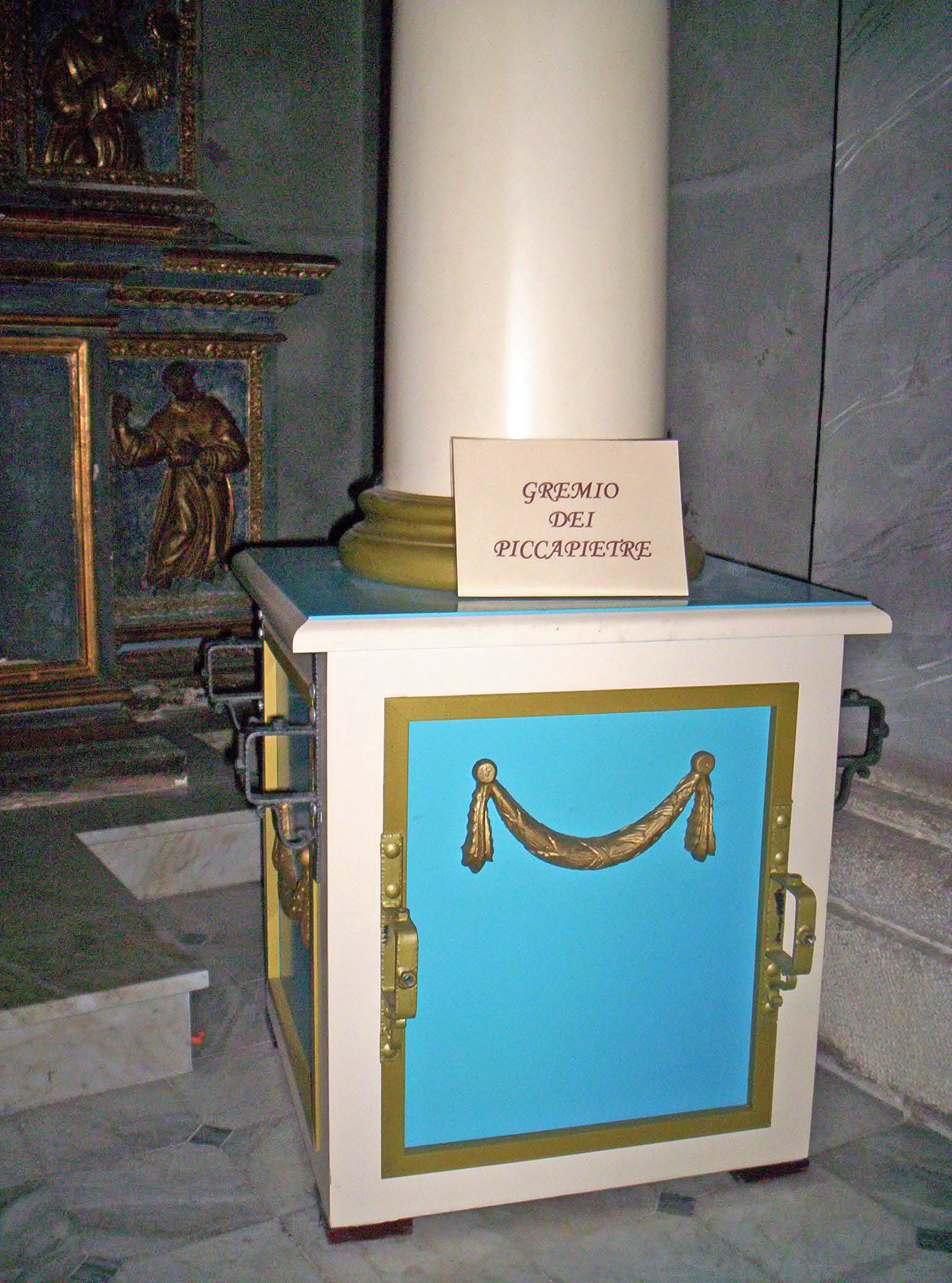
Particolare della base
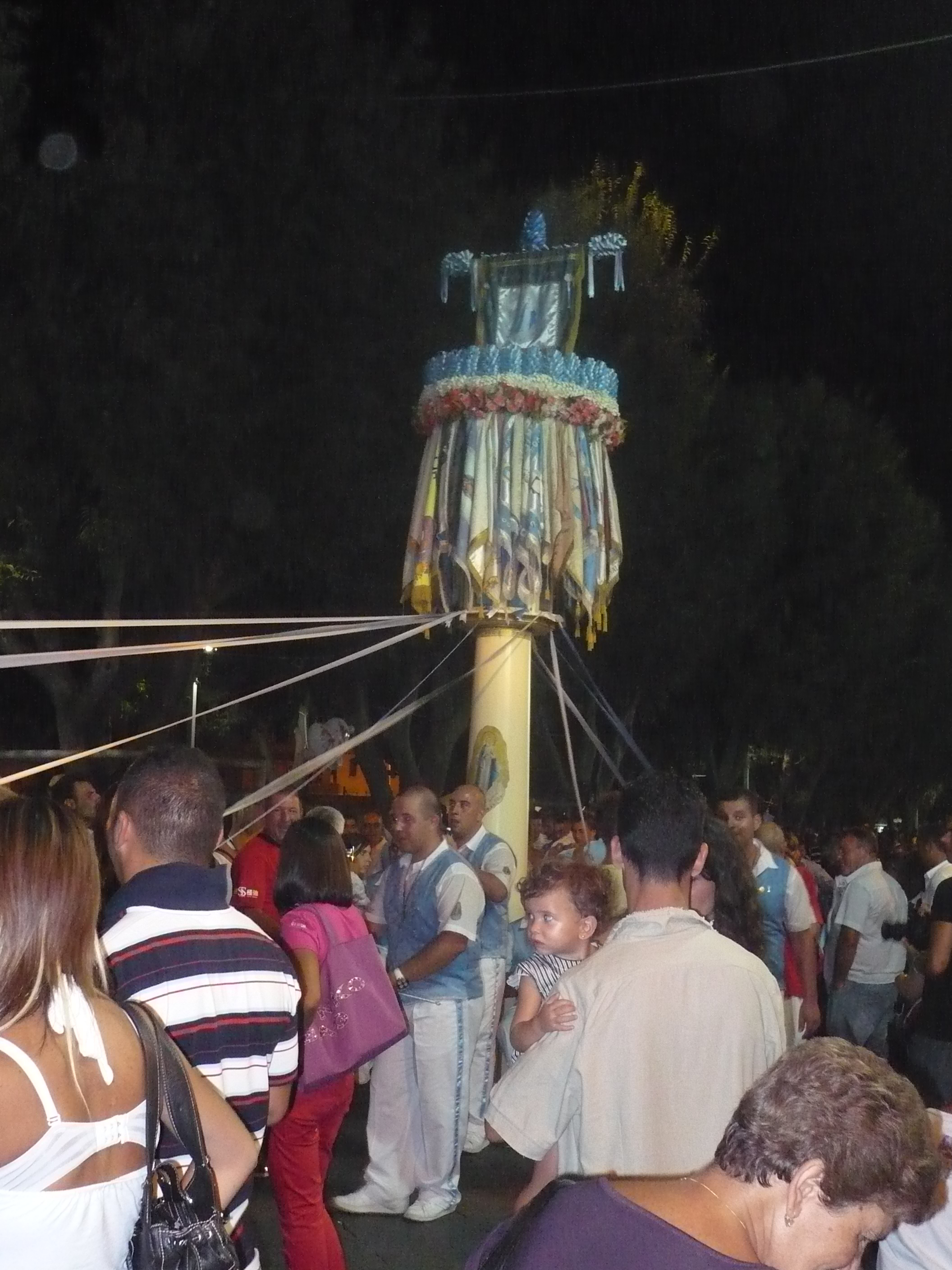
candeliere alla faradda 2009
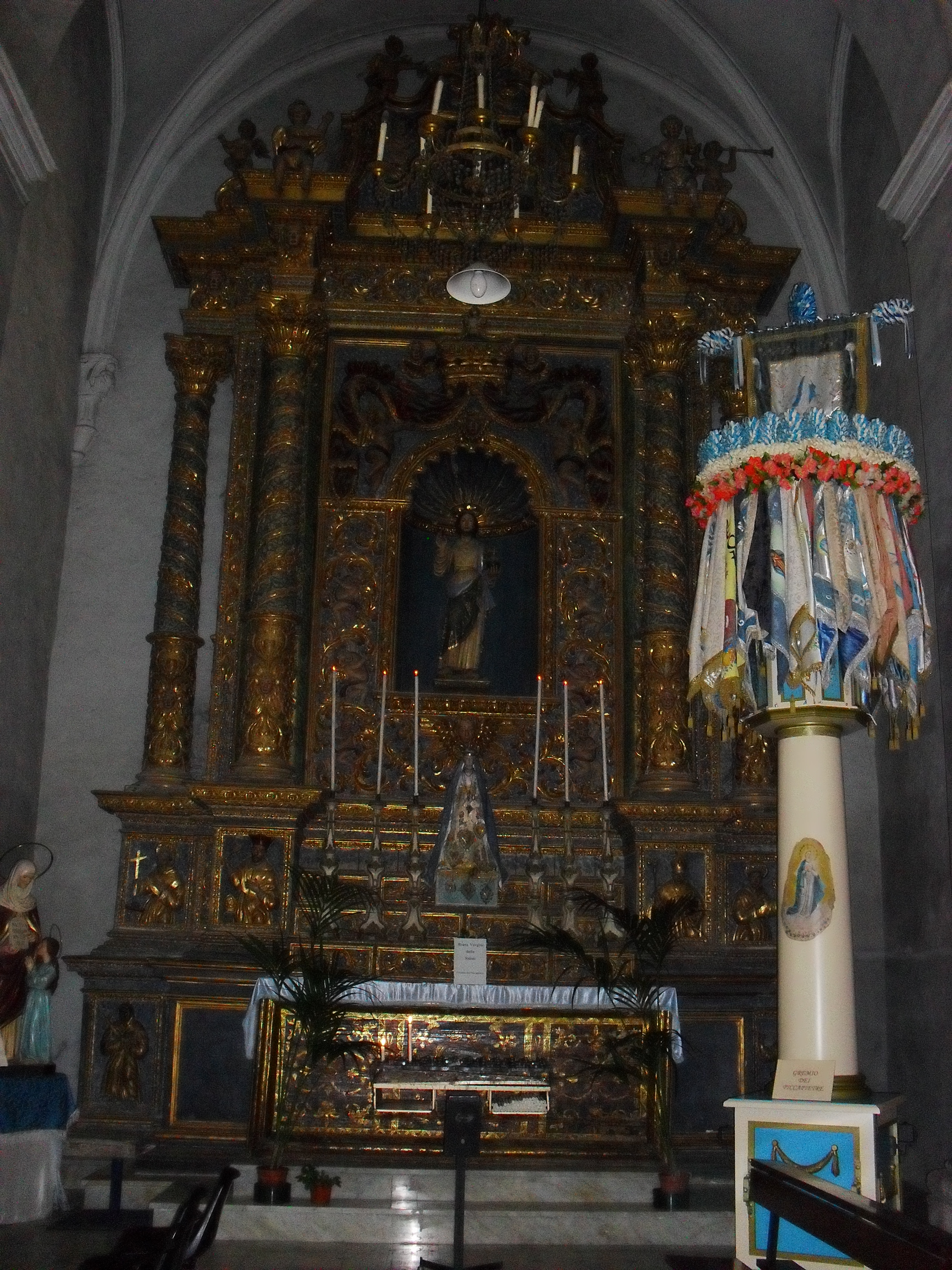
cappella del gremio
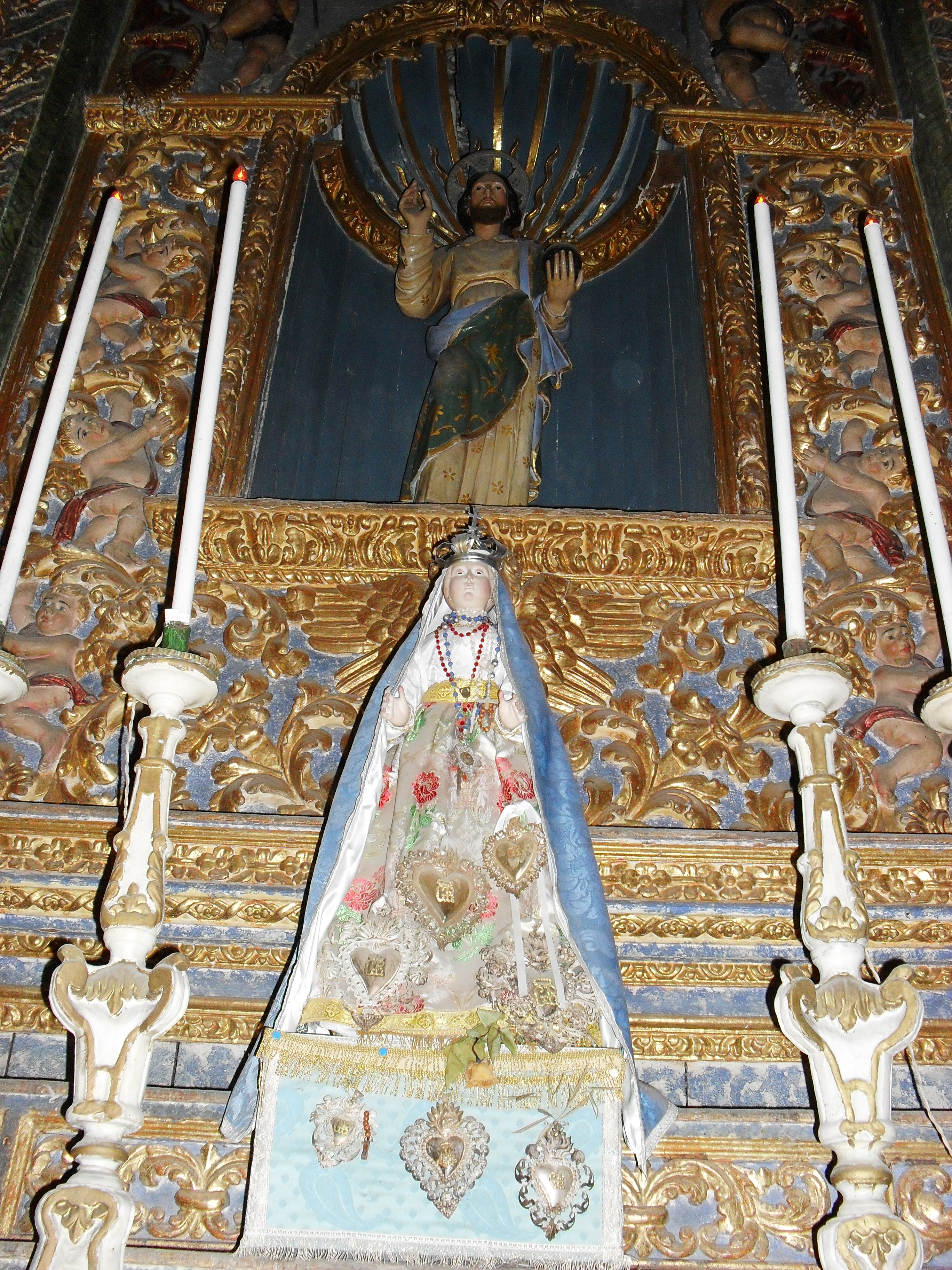
Particolare della cappella del gremio
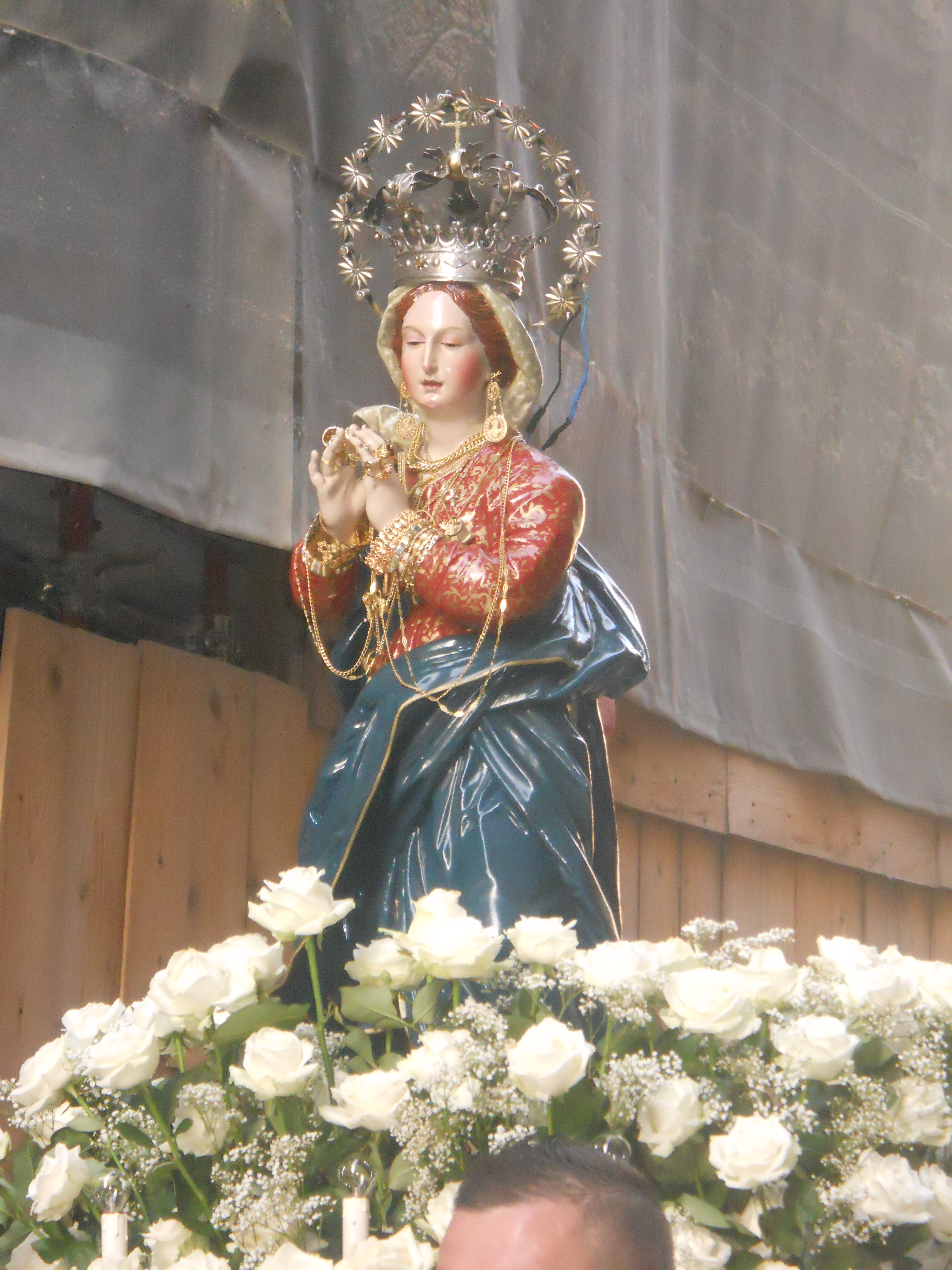
Simulacro della patrona portato in processione